# 少年探偵団 (小説)
『少年探偵団』（しょうねんたんていだん）は、月刊娯楽雑誌「少年倶楽部」（大日本雄辯會講談社）に1937年に連載された江戸川乱歩作の少年向け推理小説シリーズの第2話目である。

## 概要
前作『怪人二十面相』の終盤で結成された「少年探偵団」が序盤から活躍する。少年探偵団団長の小林少年の発案で作られたBDバッジも初登場する。
怪人二十面相が登場する。前回捕まった二十面相は自分の部下だと言い張っている。
二十面相はアジトの地下に大量の火薬がつまった樽を用意しており、追い詰められた時は相手を道連れに爆破することを念頭に置いている。本作品の終盤では二十面相が火薬を爆破させ、アジトもろとも炎上になってしまい、二十面相を後一歩の所で取り逃がしてしまった。このアジト爆破以降、少年探偵団シリーズで二十面相がアジト爆破しようとする場面が多く登場するが、明智が先回りして火薬を水浸しにしているため、「少年探偵団」以外はアジト爆破は起こっていない。

## あらすじ
東京で次々と起きる少女誘拐事件。そして篠崎家に忍び寄る黒い影。「呪いの宝石」の言い伝えは事実なのか。これらの謎に、名探偵明智小五郎と小林少年率いる少年探偵団が挑む。

## 二十面相の狙ったもの
- 古代インドの仏像に付いていた宝石（「黒い魔物（少年探偵団）」）[1]
- 貴金属商が作らせた純金の「五重の塔」のミニチュア模型（「黄金の塔」）

## 主要人物
- 羽柴壮二 - 「少年探偵団」の提案者である。
- 小林芳雄 - 明智の助手で「小林少年」や「小林君」と呼ばれる。「少年探偵団」の団長。
- 怪人二十面相 - 神出鬼没の怪盗で、変装が得意なため「二十面相」と呼ばれ、自らも称している。
- 明智小五郎 - 名探偵。二十面相の好敵手。

## 舞台
- 東京都（中央・世田谷・台東）、長野県[注 1]

作中の養源寺は『一寸法師』にも登場する。

## 新兵器
大量の火薬が詰められた樽

## その他
- 少年探偵団の「BDバッジ」が本作で初登場。
- 小林少年が変装で「女装」する最初の作品。

## 書誌情報
- 大日本雄弁会講談社：『少年探偵団』1938年[注 2]
- 講談社：江戸川乱歩推理文庫 第31巻『怪人二十面相／少年探偵団』1987年
- 講談社：江戸川乱歩（愛蔵版）『少年探偵団』 1988年
- 光文社：復刻・少年探偵団 『少年探偵団』[注 3] 1947年
- 光文社：少年探偵団全集② 『少年探偵団』 1961年
- 光文社：江戸川乱歩全集 第12巻『悪魔の紋章』 2003年
- ポプラ社：少年探偵3『少年探偵団』[注 4][注 5] 1964年
- ポプラ社：文庫 第2巻『少年探偵団』 1976年
- ポプラ社：新装版 少年探偵2『少年探偵団』 1998年
- ポプラ社：文庫（新装版） 第2巻『少年探偵団』 2005年
- ポプラ社：文庫クラシック 第2巻『少年探偵団』 2009年
- 岩波書店：岩波文庫『少年探偵団 ・超人ニコラ』 2017年

## 朗読番組
- 朗読 江戸川乱歩「少年探偵団」（2020年7月27日 - 8月28日、NHKラジオ第2） - 全25回、朗読は渡辺徹
  - 「朗読の世界」で再放送（2023年11月6日 - 12月8日、NHK-FM）[2]